# Brummittara
× Brummittara (abreviado Brum ) es un híbrido intergenérico entre los géneros de orquídeas Comparettia × Odontoglossum × Rodriguezia. Fue publicado en Orchid Rev. 86(1015, cppo): 8 (1978).